# Longest Brothers Company
Longest Brothers Company war ein US-amerikanischer Hersteller von Kraftfahrzeugen.

## Unternehmensgeschichte
Die Brüder C. F., T. F. und W. B. Longest gründeten das Unternehmen im September 1906. Der Sitz war in Louisville in Kentucky. Als Autohaus vertrieben sie Fahrzeuge von Stoddard-Dayton. 1906 fertigten sie einige Personenkraftwagen. Der Markenname lautete Longest. Nutzfahrzeuge entstanden bis 1912.
1912 übernahmen H. J. Edwards und C. G. Stoddard das Unternehmen und gründeten die Edwards Motor Car Company.